# Juan dela Cruz
Juan dela Cruz est une série télévisée philippine diffusé sur l'ABS-CBN en 2013. Elle met en vedette Coco Martin et Erich Gonzales.

## Distribution

### Acteurs principaux
- Coco Martin : Juan dela Cruz
- Erich Gonzales : Rosario Galang

### Acteurs secondaires
- Gina Pareño : Belen "Loley" Gonzales
- Eddie Garcia : Julian "Lolo Juls" dela Cruz
- Albert Martinez : Samuel Alejandro
- Zsa Zsa Padilla : Laura Alejandro
- Joel Torre : Jose "Pepe" Guerrero
- Arron Villaflor : Mikael "Kael" G. Reyes
- Shaina Magdayao : Prinsesa Mirathea "Mira"

## Autres versions
- My Little Juan (2013)

### Sources
- (en) Cet article est partiellement ou en totalité issu de l’article de Wikipédia en anglais intitulé « Juan dela Cruz (TV series) » (voir la liste des auteurs).